# Zakład Doświadczalny Budowy i Montażu Instalacji Naukowo-Badawczych „Chemimetal”
Zakład Doświadczalny Budowy i Montażu Instalacji Naukowo-Badawczych „Chemimetal” – zlikwidowany zakład państwowy z siedzibą w Pionkach.

## Działalność zakładu
Zakład Doświadczalny Budowy i Montażu Instalacji Naukowo-Badawczych „Chemimetal” został powołany w 1967 roku, na podstawie zarządzenia ministra Przemysłu Chemicznego przy Przedsiębiorstwie Montażowym „Montoerg” w Pionkach, do budowy instalacji doświadczalnej. Nadzór nad „Chemimetalem” w imieniu zjednoczenia sprawował dyrektor PM „Montoerg”. Zakład doświadczalny „Chemimetal” korzystał z pewnych przywilejów w zakresie zaopatrzenia, a poz tym jego działalność ograniczona była tylko dwoma wskaźnikami – planem asortymentowym i średnią płacą.
W roku szkolnym 1987/88 Zakład Doświadczalny „Chemimetal” w Pionkach zmodernizował laboratorium językowe oraz przyczynił się do urządzenia pracowni komputerowej w Liceum Ogólnokształcącym im. Marii Dąbrowskiej w Pionkach.

## Zadania zakładu
Do zadań Zakładu Doświadczalnego „Chemimetal” należał między innymi:
- Montaż prototypowych instalacji ćwierć- i półtechnicznych dla jednostek badawczych przemysłu chemicznego
- Wykonywanie unikalnej aparatury i urządzeń oraz ich elementów do montowanych instalacji półtechnicznych
- Kompletacja dostaw aparatury i urządzeń do instalacji półtechnicznych budowanych przez zakład
- Współpraca z placówkami projektowo-konstrukcyjnymi w resorcie chemii i poza resortem
- Opracowywanie przez własną pracownię projektowo-konstrukcyjną dokumentacji montażowych oraz prac w zakresie typizacji i normalizacji w budowie i montażu instalacji ćwierć- i półtechnicznych.

Źródło